# Verwaltungsgericht Schwerin

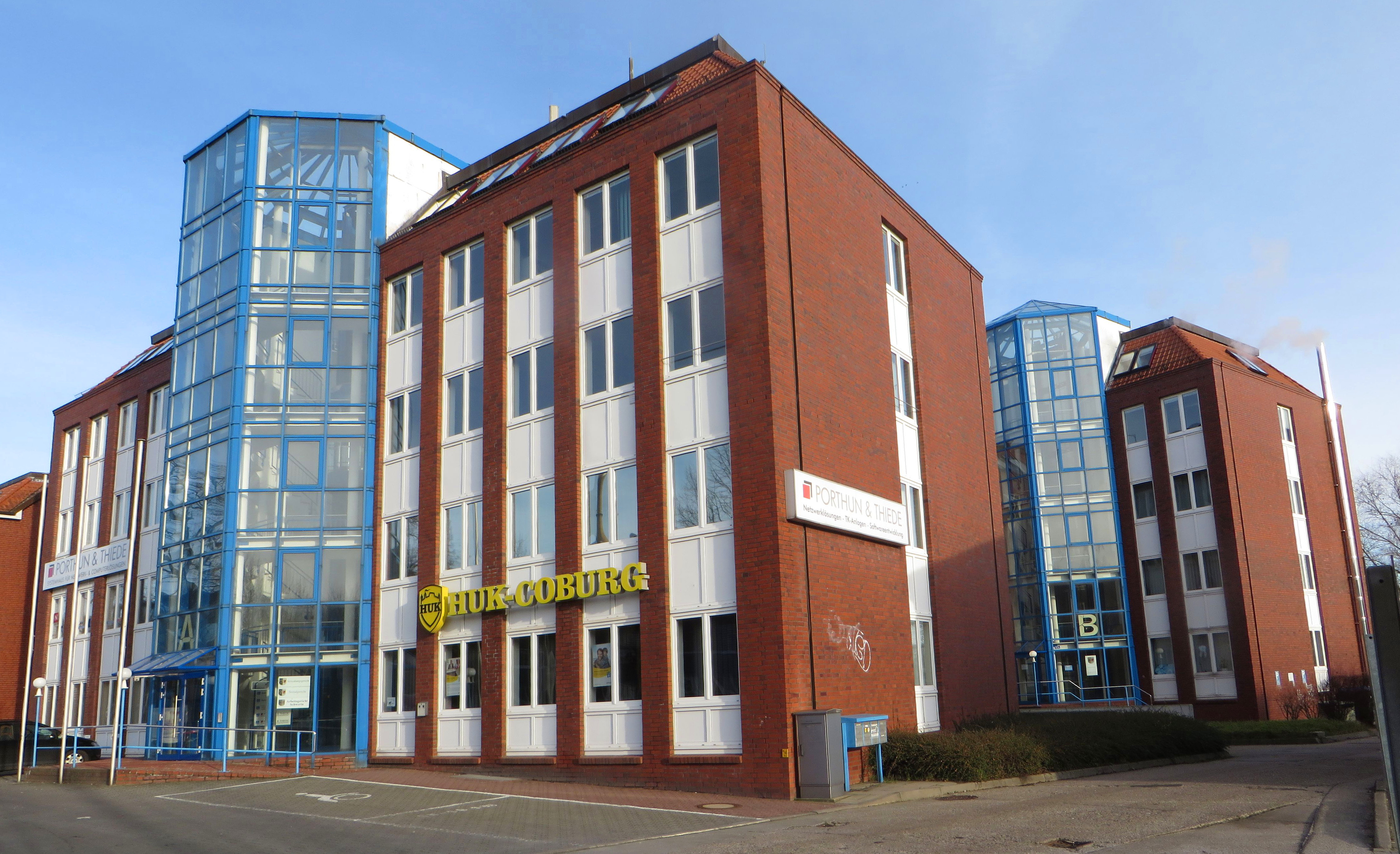
Gemeinsames Gebäude des Arbeits-, des Sozial- und des Verwaltungsgerichts Schwerin

Das Verwaltungsgericht Schwerin ist ein Gericht der Verwaltungsgerichtsbarkeit des Landes Mecklenburg-Vorpommern.

## Gerichtssitz und -bezirk
Der Sitz des Gerichts ist die Landeshauptstadt Schwerin.
Der Gerichtsbezirk umfasst das Gebiet der Landkreise Rostock, Ludwigslust-Parchim und Nordwestmecklenburg sowie der kreisfreien Städte Rostock und Schwerin. Die übrigen Landkreise des Bundeslandes bilden den Bezirk des Verwaltungsgerichts Greifswald.

Auf dem Gebiet des Asylrechts war das Gericht von 2005 bis 2015 für den gesamten Bezirk des Oberverwaltungsgerichts Mecklenburg-Vorpommern und somit für alle Landkreise und kreisfreien Städte des Landes Mecklenburg-Vorpommern zuständig. Seit 2016 gilt dies nur noch für bestimmte, nicht der Zuständigkeit des Verwaltungsgerichts Greifswald vorbehaltene „Herkunftsstaaten“. In Boizenburg/Elbe befand sich von April 1994 bis Ende des Jahres 2008 eine auswärtige Kammer, die für bestimmte Asylsachen der zum Aufenthalt in der Asylbewerber-Erstaufnahmeeinrichtung des Landes Verpflichteten zuständig war.

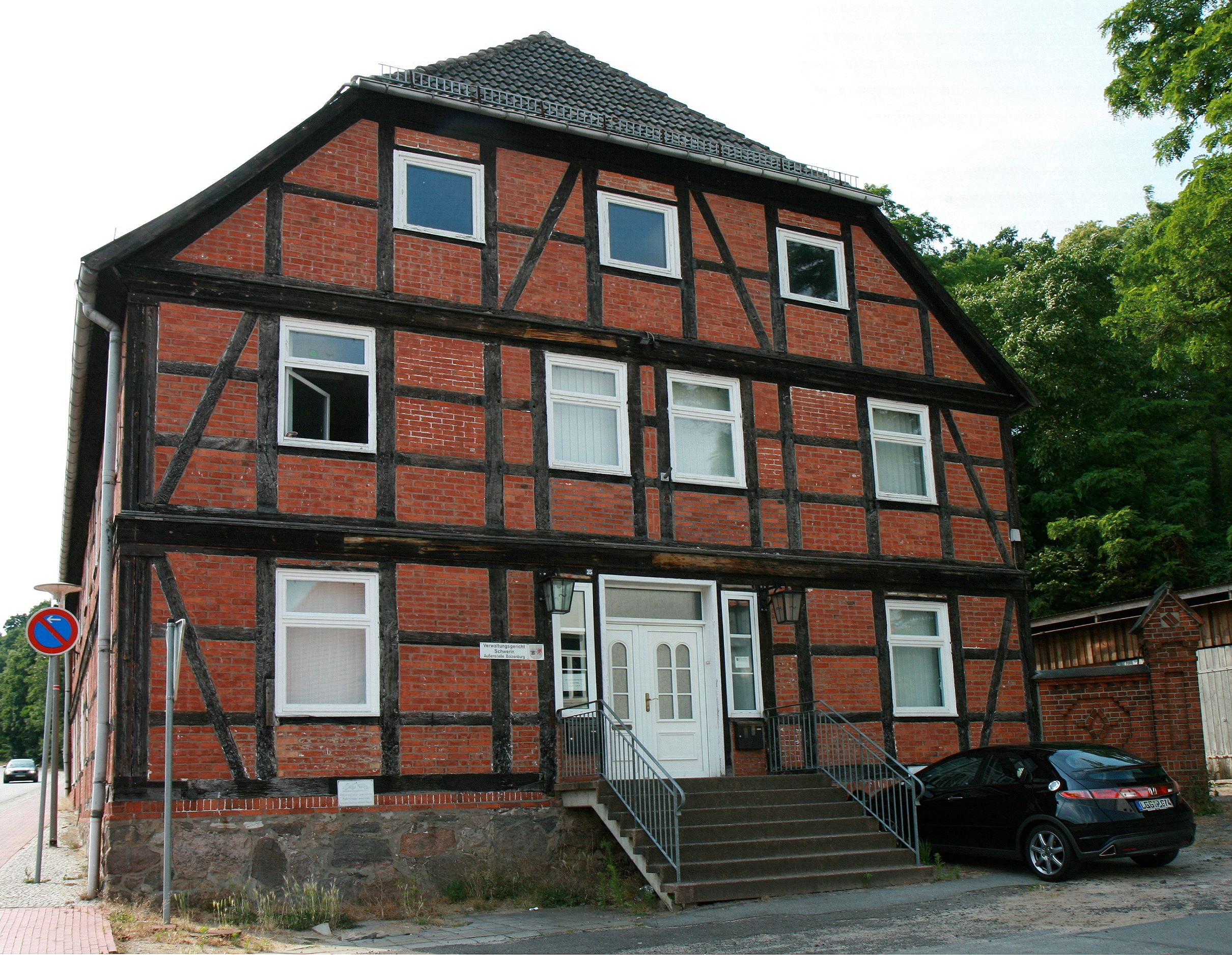
Ehemalige Außenstelle Boizenburg (2008)

## Gebäude
Das Gericht befindet sich in der Wismarschen Straße 323a. Im selben Gebäude sind auch das Sozialgericht Schwerin und das Arbeitsgericht Schwerin untergebracht.

## Übergeordnete Gerichte
Das Verwaltungsgericht Schwerin ist dem Oberverwaltungsgericht Mecklenburg-Vorpommern in Greifswald und dem Bundesverwaltungsgericht in Leipzig nachgeordnet.